# Галлямова, Анна Рузильевна
Анна Рузильевна Галлямова (род. 27 февраля 1986 — российская спортсменка (скалолазание).
Член сборной России с 2005 года. Тренировалась у Ф. Я. Шайгардановой.
Мастер спорта России международного класса (приказ «О присвоении спортивного звания „Мастер спорта России международного класса“ от 14 февраля 2012 г. № 19-нг»).
Чемпион России по боулдерингу 2015 года.